# Häufeln

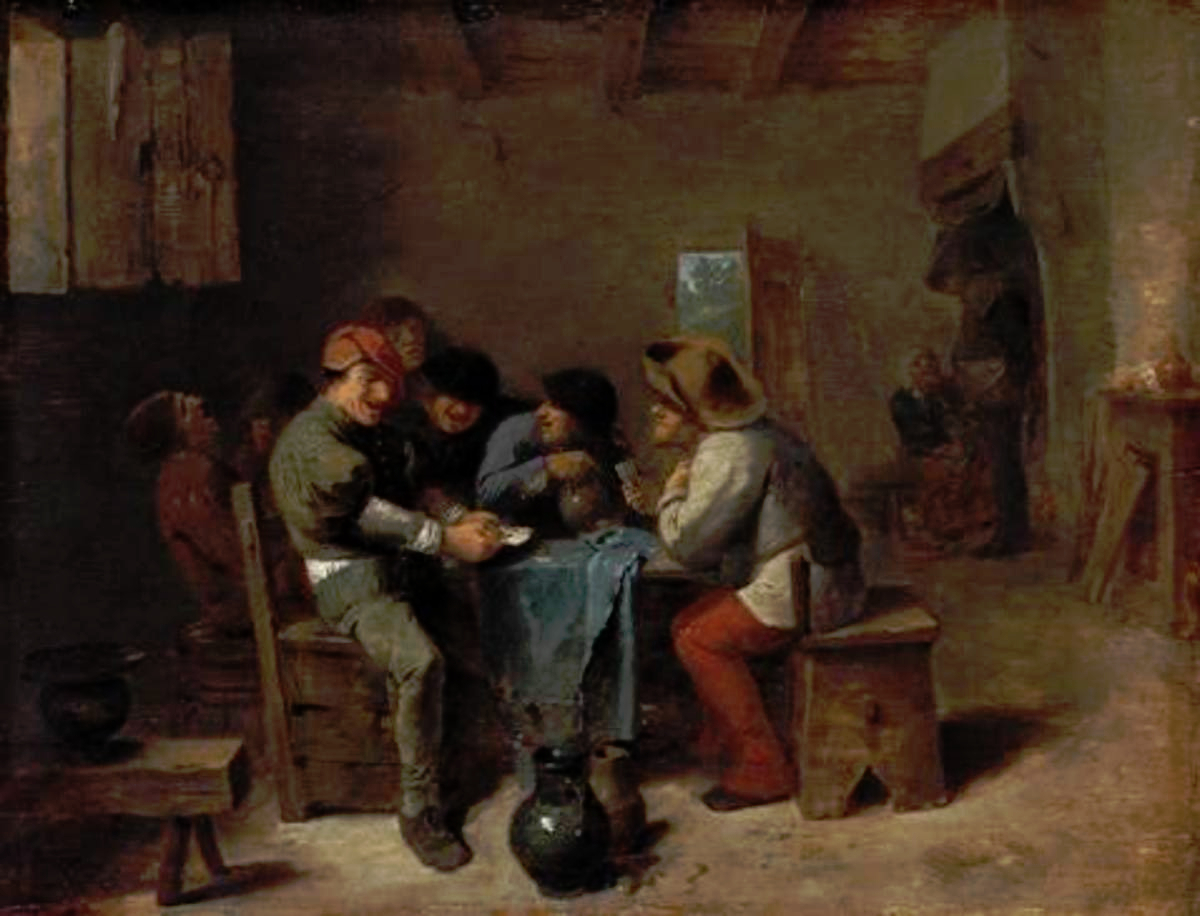
Adriaen Brouwer: Kartenspieler mit Kiebitzen (Gemälde um 1630)

Häufeln ist ein einfaches Glücksspiel mit Karten. Andere Namen für dieses Spiel sind Päckchen wenden, Holländische Bank oder engl. Dutch Bank, Banker and Broker und Blind Hookey.

## Spielregeln
Der Bankier mischt, lässt abheben, legt beliebig viele Karten-Häufchen verdeckt auf den Tisch und behält eins nach Wahl der Pointeure für sich; die Pointeure setzen auf die übrigen. 
Die untersten Karten der Häufchen entscheiden über Gewinn und Verlust:
ist die unterste Karte eines Häufchens höher als diejenige des Bankiers, so gewinnt der Pointeur im Verhältnis 1:1; ist die unterste Karte jedoch im Range gleich oder niedriger, so gewinnt der Bankier.

## Bankvorteil
Über Gewinn und Verlust eines Satzes entscheiden zwei Karten:
- Sind die Karten des Bankiers und des Pointeurs verschieden, so gewinnen der Bankier und der Pointeur mit Wahrscheinlichkeit ½, und keine Partei hat einen Vorteil.
- Sind jedoch die beiden Karten im Range gleich, so gewinnt der Bankhalter: die Wahrscheinlichkeit, dass beim Ziehen zweier Karten aus einem 52er Paket ein Paar fällt, ist gerade 3 : 51 oder 1/17 = 5,9 %. Wird mit einem 32er Paket gespielt, so beträgt die Wahrscheinlichkeit 3 : 31 = 9,7 %.

Der Bankvorteil beträgt somit
- 5,9 % bei Verwendung eines Pakets zu 52 Karten
- 9,7 % bei Verwendung eines Pakets zu 32 Karten

Zieht der Bankhalter im Falle von gleichrangigen Karten nur die Hälfte des Einsatzes ein, so sinkt der Bankvorteil bei Verwendung eines Pakets zu 52 Karten auf 1/34 = 2,9 %, bzw. bei Verwendung eines Pakets zu 32 Karten auf 3/62 = 4,8 %.